# Weiss WM-10
Die Weiss WM-10 Ölyv (deutsch Bussard) war ein ungarisches Schulflugzeug der 1930er Jahre.

## Entwicklung
Die Manfréd Weiss  Stahl- und Metallwerke Csepel begannen 1928 mit der Produktion von Flugzeugen. Zunächst wurden nur deutsche Muster in Lizenz gebaut, aber Anfang der 1930er Jahre erschien mit der WM-10 (für Weiss Manfréd) ein selbst konstruierter Typ, der zudem noch mit dem selbst entwickelten Motor WM Sport I mit 100 PS (74 kW) ausgerüstet werden konnte. Die ab September 1931 durchgeführte Erprobung führte im November zum Einbau eines stärkeren WM-Sport-II-Triebwerks mit 120 PS (88 kW). In dieser Konfiguration wurde 1933 eine kleine Serie von acht als WM-10a bezeichneten Flugzeugen aufgelegt, wobei ein Exemplar testweise einen WM-Sport-III-Antrieb, der eine Startleistung von 130 PS (96 kW) erbrachte, sowie größere Kraftstoffbehälter zur Erhöhung der Reichweite erhielt. Damit wurden gute Erfahrungen gemacht, so dass die meisten anderen WM-10a nach und nach auf diesen als WM-13 bezeichneten Standard umgerüstet wurden. Eine zweite als EM-10 gebaute Serie von fünf Exemplaren erhielt den deutschen Flugmotor Siemens & Halske Sh 12, der in Ungarn in Lizenz hergestellt wurde, und wurde hauptsächlich als Kunstflug-Trainer genutzt. 1938 erhielten die noch fliegenden ersten Serienmodelle ebenso den Sh 12. Die Flugzeuge flogen bis 1941 im Schulbetrieb der ungarischen Luftstreitkräfte; die letzten drei wurden anschließend an Aeroklubs übergeben, wo sie als Schleppflugzeug für Segelflugzeuge Verwendung fanden.

## Aufbau
Die WM-10/13 beziehungsweise EM-10 ist ein verspannter, einstieliger Doppeldecker in Metallbauweise mit einem rechteckigen Rumpf aus geschweißten Stahlrohren mit Stoffbespannung. Ober- und Unterflügel sind gestaffelt angeordnet und bestehen aus zwei Holmen mit Stahlrohrgurten, Fachwerkrippen mit Stahlprofil und Stoffbespannung. Sie sind durch N-Stiele miteinander verbunden. Das Leitwerk wird von einem stoffbespannten Stahlgerippe gebildet. Das Heckradfahrwerk ist starr und gummigefedert.

## Technische Daten
| Kenngröße             | Daten                                                   |
| --------------------- | ------------------------------------------------------- |
| Besatzung             | 1–2                                                     |
| Spannweite            | 9,5 m                                                   |
| Länge                 | 7,2 m                                                   |
| Höhe                  | 2,7 m                                                   |
| Flügelfläche          | 21,8 m²                                                 |
| Flächenbelastung      | 42,7 kg/m²                                              |
| Leistungsbelastung    | 7,8 kg/PS                                               |
| Flächenleistung       | 5,5 PS/m²                                               |
| Leermasse             | 530 kg                                                  |
| Zuladung              | 400 kg                                                  |
| Startmasse            | 930 kg                                                  |
| Antrieb               | ein luftgekühlter Vierzylinder-Reihenmotor Weiss WM III |
| Nennleistung          | 120 PS (88 kW)                                          |
| Höchstgeschwindigkeit | 190 km/h                                                |
| Landegeschwindigkeit  | 84 km/h                                                 |
| Gipfelhöhe            | 4800 m                                                  |
| Reichweite            | 1200 km                                                 |